# Kodeń
Kodeń è un comune rurale polacco del distretto di Biała Podlaska, 3 998 abitanti.